# RC Zlín
RC Zlín (RUGBY CLUB Zlín) je český ragbyový klub, založený v roce 1944 jako "odbor ragby při SK Baťa Zlín". K přeměně na samostatný oddíl a legalizaci došlo v roce 1947, kdy bylo sehráno také první utkání. Rugby Club Zlín je členem Sportovních klubů Zlín. Klubové barvy jsou modrá a žlutá. Předsedou klubu je Richard Láník. Adresa sídla je Stadion Mládeže, Hradská, 76001 Zlín.

## Historie
RC Zlín hrál naposledy nejvyšší republikovou soutěž v roce 2019, ale skončil bez vítězství na posledním 8. místě a sestoupil.

#### Historické názvy klubu
- SK Baťa Zlín (1944)
- ZK Baťa Zlín (1948)
- Sokol Botostroj Zlín (1948)
- Sokol Svit (1949-53)
- Jiskra Gottwaldov (1953)
- Spartak Gottwaldov (1953-58)
- TJ Gottwaldov (1958-90)
- SK Zlín (1990-1993)
- RC Zlín (1993 – dosud)

#### Úspěchy
- 1954/55 Mistrovství Československa v ragby 3. místo - DSO Spartak Gottwaldov

- 1957/58 Mistrovství Československa v ragby 3. místo - TJ Spartak Gottwaldov

## Statistiky

#### Přehled ligové účasti
1994 - 1995: 1. liga (1. ligová úroveň v ČR)
1995 - 1999: 2. liga (2. ligová úroveň v ČR)
1999 - ????: 1. liga (2. ligová úroveň v ČR)
2006-2007: KB 1. liga
2012 - 2018: 1. liga (2. ligová úroveň v ČR)
2019: 1. liga (1. ligová úroveň v ČR)
2020 - ????: 1. liga (2. ligová úroveň v ČR)

#### Jednotlivé ročníky
| Ročník    | Soutěž          | Úroveň   | Umístění  | Play-off, Baráž               | Poznámky |
| --------- | --------------- | -------- | --------- | ----------------------------- | -------- |
| 1994/1995 | 1.liga          | 1.úroveň | 10. místo |                               | sestup   |
| 1995/1996 | 2.liga          | 2.úroveň | 2. místo  |                               |          |
| 1996/1997 | 2.liga          | 2.úroveň | 1. místo  | baráž (prohra RC Vyškov 5:18) |          |
| 1997/1998 | 2.liga          | 2.úroveň | 1. místo  | baráž (3. místo)              |          |
| 1998/1999 | 2.liga          | 2.úroveň | 2. místo  |                               |          |
| 1999/2000 | 1.liga          | 2.úroveň | 3. místo  |                               |          |
| 2000/2001 | 1.liga          | 2.úroveň | 3. místo  |                               |          |
| 2001/2002 | 1.liga          | 2.úroveň | 3. místo  |                               |          |
| 2002/2003 | 1.liga          | 2.úroveň | 3. místo  |                               |          |
| ...       |                 |          |           |                               |          |
| 2006/2007 | KB 1. liga      |          | 3. místo  |                               |          |
| ...       |                 |          |           |                               |          |
| 2012/2013 | 1.liga          | 2.úroveň | 5. místo  |                               |          |
| 2013/2014 | 1.liga          | 2.úroveň | 5. místo  |                               |          |
| 2014/2015 | 1.liga          | 2.úroveň | 6. místo  |                               |          |
| 2015/2016 | 1.liga          | 2.úroveň | 7. místo  |                               | sestup   |
| 2016/2017 | 1.Moravská liga | 3.úroveň |           |                               | postup   |
| 2018      | Národní liga    | 2.úroveň | 1. místo  |                               | postup   |
| 2019      | 1.liga          | 1.úroveň | 8. místo  |                               | sestup   |
| 2020      |                 |          |           |                               |          |
| 2021      |                 |          |           |                               |          |
| 2022      |                 | 2.úroveň |           |                               |          |

## Další informace
Na víceúčelovém Stadionu Mládeže, kde působí také RC Zlín, je umístěna Socha Emila Zátopka od akademického sochaře Radima Hanke.